# Дуков Віктор Іванович
Віктор Іванович Дуков (28 жовтня 1955 , Овідіополь, Одеська область  — 2 червня 2000 , Фогтландd, Саксонія ) — радянський та український суспільно-політичний діяч, голова Овідіопольської райдержадміністрації, представник Президента України в Овідіопольському районі (1992), засновник і почесний президент футбольного клубу «Дністер» (Овідіополь).

## Біографія
Народився 28 жовтня 1955 року в Овідіополі.
1978 року закінчив Одеський інженерно-будівельний інститут, після чого два роки служив в армії. Після цього у 1980–1983 роках працював начальником відділу Овідіопольського міжколгоспдорбуду.
У 1983–1984 роках — інструктор Овідіопольського райкому партії.
У 1984–1986 роках — начальник Овідіопольського міжколгоспдорбуду.
У 1986–1989 роках — інструктор Одеського обкому Компарії України.
У вересні 1989 року обраний головою Овідіопольського райвиконкому, а 1991 року — головою Овідіопольської райради.
1992 року призначений представником Президента України в Овідіопольському районі, а 1995 року — головою Овідіопольської райдержадміністрації.
З ім'ям Дукова пов'язаний соціально-економічний розвиток Овідіопольського району. За весь період його діяльності була газифікована переважна більшість населених пунктів регіону, велося житлове та дорожнє будівництво об'єктів соцкультпобуту, розвивалися підприємства різних форм власності. Агропромисловий комплекс району займав чільне місце в Одеській області за більшістю показників.
Також Дуков приділяв увагу освіті, медицині та спорту. Сам будучи у минулому футболістом (у складі овідіопольського «Дзержинця» Дуков ставав чемпіоном та володарем Кубка Одеської області), він став ініціатором створення юридично самостійного футбольного клубу «Дністер», який у 1999 році став чемпіоном України серед аматорів та завоював путівку до Кубку регіонів УЄФА. У складі «Дністра» ставав чемпіоном України з футболу та міні-футболу серед ветеранів.
Влітку 2000 року брав участь у першому неофіційному чемпіонаті світу з футболу серед ветеранів, який відбувся у Німеччині, де збірні України (старше 35 років та старше 45 років) виграли трофей. Втім, перемога супроводжувалася трагедією, оскільки за три хвилини до закінчення чвертьфінального матчу просто на полі Віктор Дуков помер, через серцеву недостатність. Похований в Овідіополі на Покровській горі.

## Нагороди
- 2008 року Дуков посмертно став лауреатом Почесного знаку АМФОО — найвищої нагороди Асоціації міні-футболу Одеської області.

## Пам'ять
- Ім'я Віктора Дукова носять стадіон «Дністер», сучасний Палац спорту в Овідіополі[6] та вулиця, на якій мешкав Віктор Іванович (у минулому — вулиця Середня).
- З 2000 року на згадку про Дукова щорічно проводиться першість Одеської області з міні-футболу серед ветеранів старше 35 років, першим переможцем якого став овідіопольський «Дністер»[7].
- На другому поверсі Палацу спорту в Овідіополі знаходиться музей Віктора Дукова.
- З 2007 року на згадку про Дукова в Овідіополі щорічно проводиться чемпіонат України з міні-футболу серед ветеранів віком від 50 років, першим переможцем якого стала овідіопольська команда «Овідій».